# لويس كوبر
لويس كوبر (بالإنجليزية: Lewis Cooper)‏ (1 يناير 1864 بدربي في المملكة المتحدة - 12 فبراير 1937) هو لاعب كرة قدم بريطاني (وحمل سابقاً جنسية المملكة المتحدة لبريطانيا العظمى وأيرلندا) في مركز الهجوم. لعب مع ديربي كاونتي وغريمسبي تاون.